# Kosmos 295
O Kosmos 295 (em russo: Космос 295) também denominado DS-P1-Yu Nº 24, foi um satélite artificial soviético lançado ao espaço com sucesso no dia 22 de agosto de 1969 através de um foguete Kosmos-2I a partir do Cosmódromo de Plesetsk.

## Características
O Kosmos 295 foi o vigésimo quarto membro da série de satélites DS-P1-Yu e o vigésimo segundo lançado com sucesso após o fracasso dos lançamentos do segundo e do vigésimo terceiro membros da série. Sua missão era auxiliar sistemas antissatélites e antimíssil soviéticos.
O Kosmos 295 foi injetado em uma órbita inicial de 500 km de apogeu e 282 km de perigeu, com uma inclinação orbital de 71 graus e um período de 91,9 minutos. Reentrou na atmosfera terrestre em 1 de dezembro de 1969.